# Salman (nome)
Salman (in alfabeto arabo: سلمان, traslitterato anche Salmaan) è un nome proprio di persona arabo maschile.

## Varianti
- Femminili: سلمى (Salma)[3]

### Varianti in altre lingue
- Turco: Selman[1]

## Origine e diffusione
È basato sul verbo arabo سلم (salima, "essere al sicuro") o su salama ("salvezza"); il significato del nome è quindi "salvo", "sicuro". 

## Persone
- Salman dell'Arabia Saudita, re dell'Arabia Saudita

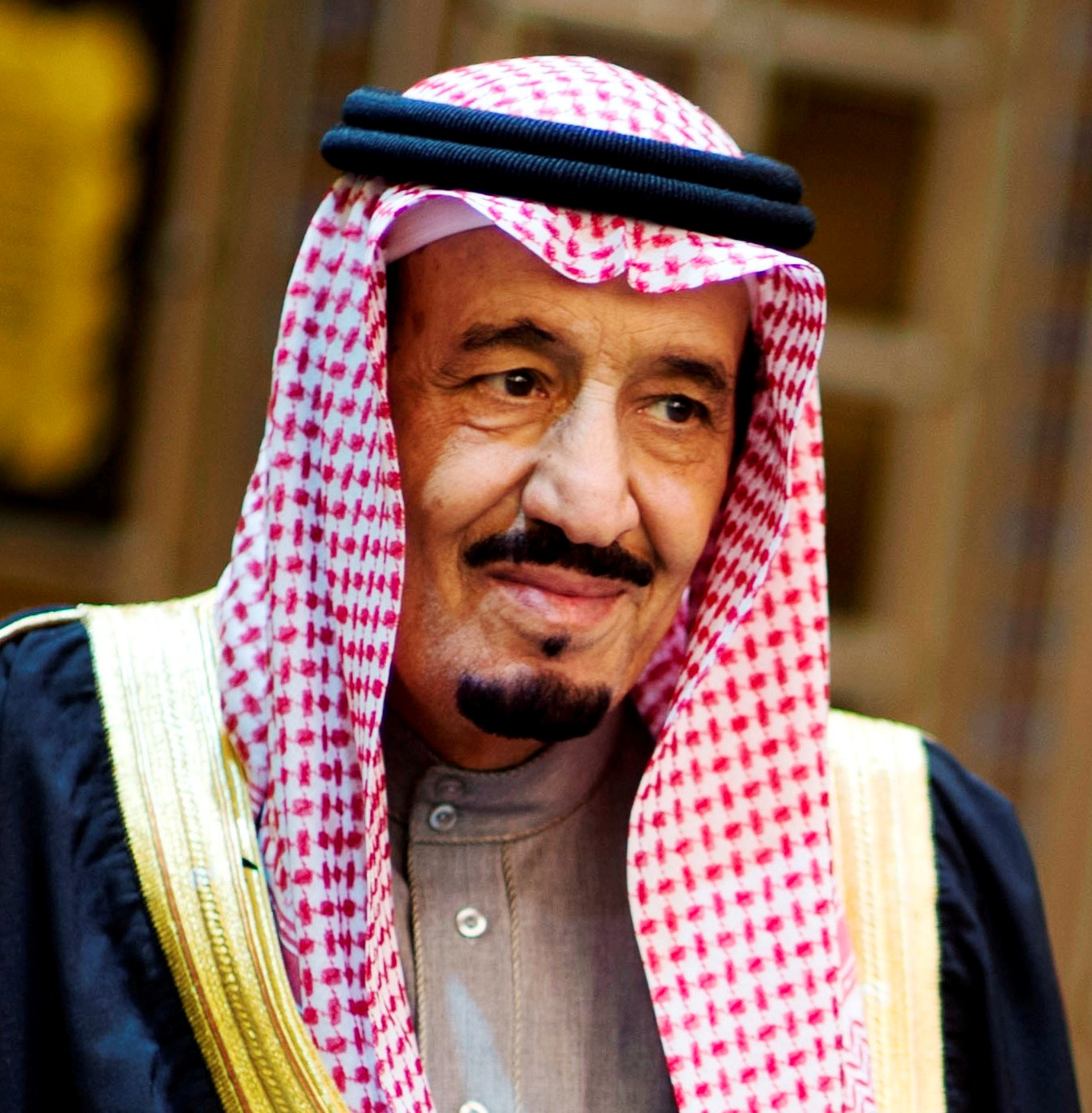
Salman dell'Arabia Saudita

- Salman al-Farisi, Sahaba del profeta Maometto
- Salman bin Ibrahim Al Khalifa, dirigente sportivo bahreinita
- Salman bin Sa'ud Al Sa'ud, principe dell'Arabia Saudita
- Salman bin Sultan Al Sa'ud, principe, militare e politico saudita
- Salman Isa, calciatore bahreinita
- Salman Khan, attore indiano
- Salman Amin Khan, educatore e imprenditore bengalese naturalizzato statunitense
- Salman Khurshid, politico e avvocato indiano
- Salman Rushdie, scrittore, saggista e attore indiano naturalizzato britannico
- Salman Sabbah al-Salem al-Hammud al-Sabbah, politico kuwaitiano

### Varianti maschili
- Salmaan Taseer, politico e imprenditore pakistano

### Variante femminile Salma
- Salma bint Amr, bisnonna del profeta Maometto
- Salma Hayek, attrice e modella messicana naturalizzata statunitense